# 波沃爾斯克
51°15′50″N 25°7′37″E / 51.26389°N 25.12694°E

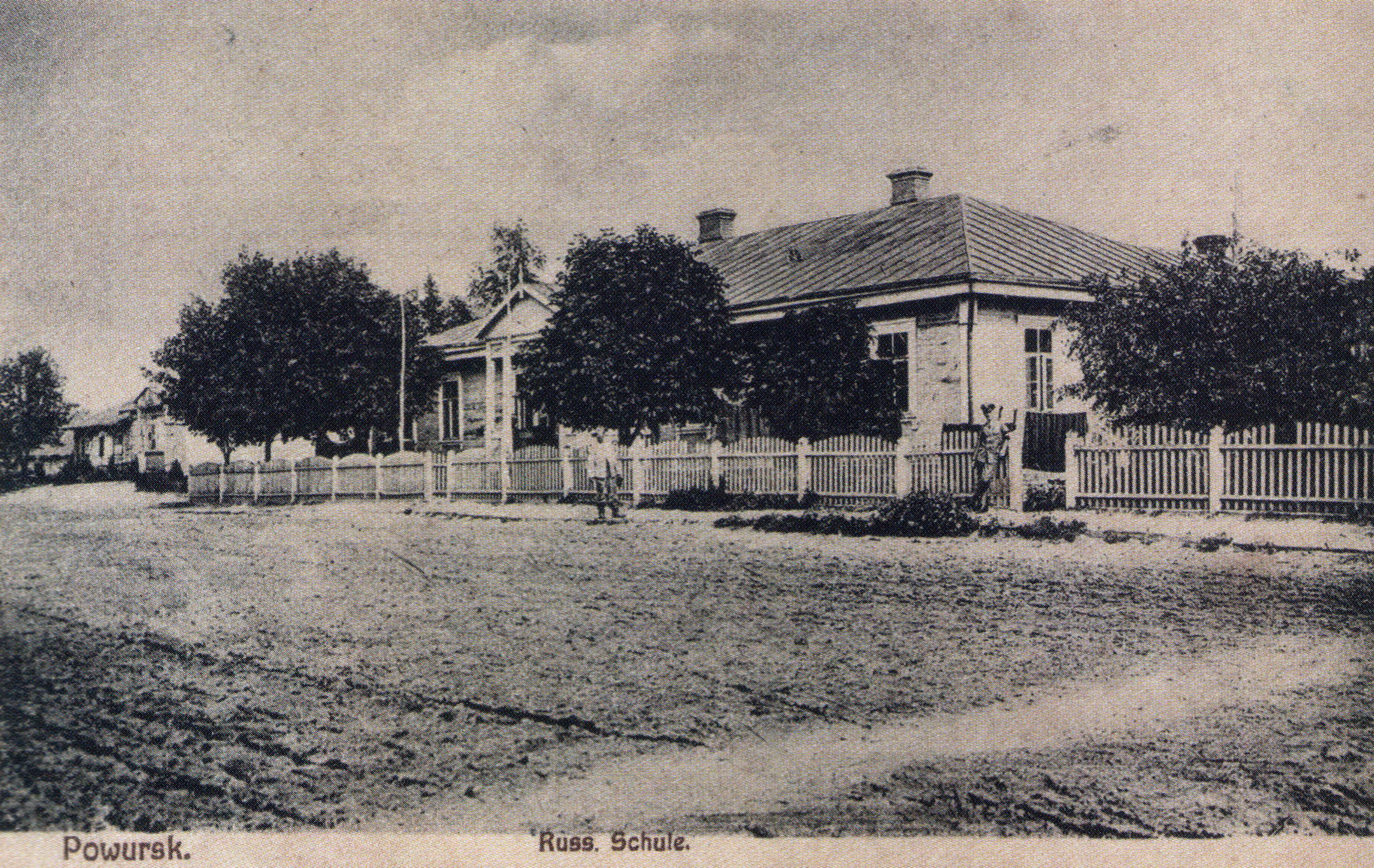
1917年时的学校

波沃爾斯克是烏克蘭西北部沃倫州科韋利區波沃爾斯克市鎮内的村莊及其行政中心。該村面積6.34平方公里，海拔高度169米，2001年人口1,875，人口密度每平方公里295.97人。